# Охридско лято
„Охридско лято“ (на македонска литературна норма: „Охридско лето“) е международен музикално-сценичен фестивал, провеждан в Охрид, Северна Македония под егидата на президента на републиката. Фестивалът членува в Европейския съюз на фестивалите, а на него са участвали Хосе Карерас, Мстислав Ростропович, Елена Образцова, Зубин Мета, Михаил Плетньов, Енио Мориконе и Дмитрий Хворостовски.

## История
Началото на фестивала „Охридско лято“ датира от 4 август 1961 година, с представлението на оперната певица Ана Липша-Тофович, придружена от пианиста Ладислав Перлдик. В първите фестивални години в програмната концепция преобладават музикалните събития, които обичайно се провеждат в катедралната църква Св. София. Постепенно, на фестивала се включват музиканти с още по-високо реноме, като баритонът Владимир Ружгяк от Хърватска, сопраното Мартина Аройо от САЩ, Словенския октет, Пражките музиканти, Голдън гейт квартет, Милка Ефтимова, Тодор Скаловски и други. Вероятно в този период фестивалът достига върха с представянията на прочутите световни музиканти руския виолинист Леонид Коган и френския виолончелист Андре Навара. С течението на времето фестивалът става по-разнообразен и по-привлекателен за артисти и ансамбли. Така през 70-те и 80-те години на XX век на фестивала гастролират реномирани имена като Mстислав Ростропович, Алдо Чиколини, Гидон Кремер, Руджеро Ричи, Виктор Третяков, Хенрик Шеринг, Салваторе Акардо, Елена Образцова, Катя Ричарели, Виктория де лос Анхелес, Максим Венгеров, Вадим Репин, Джулиан Рахлин, Иво Погорелич, Мюнхенският камерен оркестър, Камерният оркестър „Виртуози ди Рома“, Камерният оркестър „Жорж Енеску“, Литовският камерен оркестър, Симфоничният радиооркестър на Австрийското радио, хорът „Мадригал“ от Букурещ, хорът „Глинка“ от Санкт Петербург, хорът на Виенските деца и други.
В 80-те години започва да се развива и другият програмен сегмент – театърът, първо с гостуването на македонските театри. По-късно фестивалът става примамливо средище за много театри от света, особено от пространствата на бившата Югославия. Основно събитие в развитието на фестивала „Охридско лято“ е членството в Европейския съюз на фестивалите, получено през 1994 година. В 1999 година директорът на фестивала Владо Треневски е уволнен и подложен на медиен тормоз, след като кани Валя Балканска и Теодосий Спасов, а фестивалът е открит от вицепрезидента на България Тодор Кавалджиев. По-късно, през 2001 година е въведено ново сценично пространство – Античният театър, къде е показан премиерният проект „Маседоан“ на Иван Поповски. Оттогава, официалното откриване на фестивала традиционно се случва на 12 юли на това място, а закриването – на 20 август.

## 54-то „Охридско лято“ 2014
54-тото издание на „Охридско лято“ е открито на 12 юли 2014 година с представлението на сопраното Барбара Фритоли и баритонът Лео Нучи заедно с Македонската филхармония, под диригентската палка на Луис Горелик от Аржентина. Освен тях, в рамките на музикалната програма участват и многобройни други музиканти, като: Елена Мисиркова (пиано), Елизавета Леонскаяа (пиано), балетното представление „14 часа“ в изпълнение на Македонската опера и балет, струнният квартет „MozART“ от Полша, Аркадий Володос (пиано), ансамбъл „Танец“, Нарек Хахнзарян (виолончело) и Оксана Шевченко (пиано), дуо Кадеша от Албания, Максим Мървица (пиано), Нинг Фенг (цигулка) и Томас Холе (пиано), хорът от Израел „The Voca People“, френската група „Devil's Trills“, Дарко Богески (китара), Кирил Трусов (цигулка) и Александра Трусова (пиано), смесеният камерен хор „Про Арс“, камерният оркестър „Гудачите на св. Георги“ от Сърбия, пиано-дуета Хуго Ле Клер и Елен Котино Коен от Франция, руският струнен квартет „Янкелевич“, ансамбъл „Variabile“ от Италия и други.
В рамките на театралната програма са показани представите:
- „Отело“ на Уилям Шекспир, под режисурата на Диего де Бреа, постановка на Народния театър – Битола;
- „Много шум за нищо“ на Шекспир, под режисурата на Деян Пройковски, постановка на Театър Комедия – Скопие;
- „Аферата Елсинор“ по текст и режисура на Любиша Георгиевски, постановка на МНТ – Скопие;
- „Ждрело“ на Жанина Мирчевска, под режисурата на Зоя Бузалковска, постановка на Драматичен театър – Скопие;
- „Както ви харесва“ на Шекспир, под режисурата на Браян Мичъл, постановка на Отдел за драма и танц – Битом, Полша;
- „Ниегош и аз“, авторски проект на Паоло Маджели, постановка на Черногорския народен театър – Подгорица;
- „Женитба“ на Гогол, под режисурата на Сергей Федотов, постановка на театъра „На моста“ от Перм, Русия.

В рамките на фестивала се провеждат и други културни събития, като:
- изложбата на Леополд Форстнер под надслов „Офицерът Форстнер. Един художник от виенския югендстил на Балканите“;
- изложбата на фотографии на Зоран Веляноски – Летра под надслов „Носталгия в черно-бели рамки“;
- поетичното четене на Славе Георго Димоски и документалният филм „Поет на малък народ“ на Антонио Веляноски;
- изложба на картини на Вангел Наумовски;
- филмите „Под също небе“, „Планината на гнева“, "Републиката в пламък“ и „Цената на града“ на режисьора Любиша Георгиевски;
- филмът „Апостоли на Словените. Двама братя – една жизнена мисия“, под режисурата на Петър Николаев.

## 57-о „Охридско лято“ 2017
57-ото издание на „Охридско лято“ е открито на 12 юли 2017 година от групата „Форплей“ (Fourplay), придружена от Македонската филхармония, под диригентската палка на Емин Джиан. Освен тях в рамките на музикалната програма се включват и многобройни други музиканти като: Македонската опера и балет с балета „Ла ла ла...“, Дуня Симич (сопран) и Снежана Попович Вулета (пиано), „Транзишън денс компани“ (Transition Dance Company) с балета „Триптих Нушич“, пиано-дуото Бергман от Канада, Франческо Дорацио (пиано), ЗДЖМ Биг Бенд, под диригентската палка на Емин Джиан, Доминик Дж. Маршал Бенд, „МОМБ“, Хели Сиекинен, „Т.А.О.“, „Проджект Хайдауей“, Лери Дан и приятелите, „Сигнум“, Септетът на Гоце Стевковски, Александър Синчук (пиано), камерният оркестър „Турксой“, камерният оркестър на Музикалната младеж на Македония, бароковият оркестър „Армония Атенеа“, квартетът „Диотима“, Емануел Сейсон (арфа), Варшавския хармоников квинтет, Биляна Стафансон и Лиляна Йованович (сопрани), Сандра Якопович (пиано), триото „Аура“, Духовият квинтет на Черна Гора, мултимедийният проект „Вивалдиано“, Рубен Далибалтян (пиано), мъжкият манастирски хор „Оптина Пустина“, Загребският пиано-квинтет, пиано-триото „Бенджамин“, ансамбълът „Маскерина“, кабарето „Говори тихо“ с музика на Курт Вайл, организирана е Вечер на македонски цигулари, Лиля Зилберщайн (пиано), Завършен концерт от международния семинар по пиано и цигулка, виола и камерна музика, Александър Рам (виолончело) и Ана Одинцова (пиано), камерният оркестър „ЕЛК“, рок симфонията на Камерния оркестър – Битола и Влатко Стефановски, Игнасио Родес (китара), дуото „Алиада“, Блерим Груби (виола) и Мария Връшкова (пиано), Искандар и Ноорман Виджая (виолина и пиано).
В рамките на театралната програма са показани представленията:
- „Жаба“ на Дубравко Миханович, под режисурата на Елмир Юкич, постановка на Камерния театър 55,
- „Име“ на Александър де ла Пателие и Матю Делапорт, под режисурата на Нени Делместре, постановка на Театър Комедия – Скопие,
- „Ана Комнина“ на Сашо Димоски, в режисура на Ненад Витанов и Васил Зафирчев, постановка на Народния театър Йордан Хаджиконстантинов – Джинот от Велес.
- „Отело“ на Уилям Шекспир, под режисурата на Иван Урумов, постановка на Театъра на Българската армия от София,
- „Крал Лир“ на Шекспир, под режисурата на Диего де Бреа, постановка на Турския театър – Скопие
- „Сън в лятна нощ“ на Шекспир, под режисурата на Джон Блондел, постановка на Народен театър – Битола,
- „Меджик нешънъл“ (Magic National), под режисурата на Йон Карамитру, постановка на Националния театър „И. Л. Караджале“ от Букурещ
- „Ями дистрикт – най-старата нация на света“ на Милена Богавац, под режисурата на Кокан Младенович,
- „Ничия държава“ (по филма на Данис Танович), под режисура на Александър Морфов, в изпълнение на МНТ – Скопие.

В рамките на фестивала се провели и други културни събития, като:
- документално-игралният филм „Бисер“,
- мултимедийният проект на Драган Спасески - Охридски, с надслов „Човек е трепет и ангелът – трепет, а ти Боже мой...“,
- проектната инициатива „Детски свят“,
- изложбата с надслов „Робърт Музил и Първата световна война“.